# جي بي إس مساعد

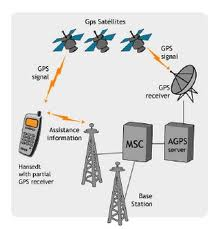

A-GPS اختصار Assisted نظام التموضع العالمي هو نظام يسرّع بداية تشغيل نظام تحديد المواقع المعتمد على الأقمار الصناعية (بالإنجليزية: GPS)‏. يلاحظ وجوده في الأجهزة الجوالة الداعمة لنظام تحديد المواقع.
تم تطويره لإتاحة إمكانية تحديد مكان الجهاز في حالات الطوارئ.

## الوصف
تعتمد أجهزة الجي بّي إس المستقلة/ذاتية التحكم على المعلومات من الأقمار الصناعية فقط. يعزز نظام الجي بّي إس المساعد ذلك باستخدام بيانات البرج الخلوي لتحسين الجودة والدقة عندما تكون الإشارة عبر الأقمار الصناعية سيئة. في ظروف الإشارة السيئة للغاية، في المناطق الحضرية مثلًا، قد تُظهر إشارات الأقمار الصناعية انتشارًا متعدد المسارات حيث تتخطى الإشارات المباني، أو تُضعف بسبب الأحوال الجوية أو مظلة الأشجار. لا تستطيع بعض أجهزة ملاحة الجي بّي إس المستقلة المستخدمة في الظروف السيئة تحديد الموضع بسبب إنكسار إشارة القمر الصناعي ويتوجب عليها الانتظار للحصول على استقبال أفضل للقمر الصناعي. قد تحتاج وحدة الجي بّي إس العادية إلى 12.5 دقيقة (الوقت اللازم لتنزيل تقويم ورزنامات الجي بّي إس) لتحل المشكلة ولتتمكن من توفير الموقع الصحيح.
يمكن لنظام جي بّي إس المساعد معالجة هذه المشاكل باستخدام البيانات الخارجية. يمكن أن يأتي استخدام هذا النظام على حساب المستخدم. ولأغراض الفوترة، يحسب موفرو الشبكة هذا غالبًا كوصول إلى البيانات، والذي قد يكلف أموالًا، اعتمادًا على الخطة.
على وجه الدقة، تعتمد ميزات الجي بّي إس المساعد غالبًا على شبكة الإنترنت أو على الاتصال بمزود خدمة الإنترنت (أو مزود شبكة الاتصال (سي إن بّي)، في حالة هاتف خلوي/هاتف محمول متصل بخدمة بيانات مزود الشبكة الخلوية). لا يعمل أي جهاز محمول (هاتف خلوي أو هاتف ذكي) مزود بمستقبل راديوي أمامي بنطاق تردد L1 (1575.42 ميغاهرتز) وبلا اكتساب أو تتبع للجي بّي إس، وبمحرك تحديد موقع إلا عند الاتصال بالإنترنت من خلال مزود خدمة الإنترنت/مزود شبكة الاتصال، إذ تُحدد النقطة الموضعية المعينة خارج الجهاز نفسه. لا يعمل في المناطق التي لا توجد بها تغطية أو شبكة إنترنت (أو أبراج محطة بث قاعدية قريبة (بي تي إس)، في حالة منطقة تغطيها خدمة مزود شبكة الاتصال). ودون أي من هذه الموارد، لا يمكن الاتصال بخوادم الجي بّي إس المساعد التي تُوفر عادةً بواسطة مزودات شبكة الاتصال. ومن ناحية أخرى، لا يتطلب الجهاز المحمول المزود بشريحة جي بّي إس اتصال بيانات لالتقاط بيانات الجي بّي إس ومعالجتها في عملية حل الموضع، إذ يتلقى البيانات مباشرةً من أقمار الجي بّي إس الصناعية، ويستطيع أيضًا حساب النقطة الموضعية المعينة نفسها. ولكن، يمكن أن يُساعد توفر اتصال البيانات المساعدة في تحسين أداء شريحة الجي بّي إس على الجهاز المحمول.
تنقسم المساعدة إلى فئتين:
1. القائمة على محطة متنقلة (إم إس بي): تُستخدم المعلومات للحصول على إشارة الأقمار الصناعية بسرعة أكبر.
  - يمكنها توفير بيانات مدارية أو تقويم لأقمار الجي بّي إس الصناعية إلى مُستقبل الجي بّي إس، ما يسمح لمستقبل الجي بّي إس بالولوج إلى الأقمار الصناعية بسرعة أكبر في أحيانًا.
  - يمكن للشبكة توفير وقت دقيق.
2. محطة الهاتف المحمول المساعدة (إم إس إيه): حساب الموضع بواسطة الخادم باستخدام معلومات من مستقبل الجي بّي إس.
  - يلتقط الجهاز لقطة لإشارة الجي بّي إس، مع الوقت التقريبي، ليعالجها الخادم في موضع لاحق.
  - يتمتع الخادم المساعد بإشارة قمر صناعي جيدة وقدرة حسابية كبيرة، لذا يمكنه مقارنة الإشارات المجزأة المنقولة إليه.
  - تسمح الإحداثيات الدقيقة والممسوحة لأبراج موقع الخلوي بمعرفة أفضل بظروف الغلاف الجوي الأيوني المحلي والظروف الأخرى المؤثرة على إشارة الجي بّي إس من مستقبل الجي بّي إس وحده، ما يسمح بحساب الموضع بدقة أكبر.